# Mewtwo! Ware wa koko ni ari
Mewtwo! Ware wa koko ni ari (ミュウツー！我ハココニ在リ?, Mewtwo! Ware wa koko ni ari), conosciuto anche con il suo titolo inglese Mewtwo Returns, è un episodio speciale dell'anime Pokémon della durata di un'ora. Sequel del lungometraggio Pokémon il film - Mewtwo contro Mew, è stato trasmesso in Giappone il 30 dicembre 2000 ed in seguito distribuito per l'home video il 21 marzo 2001. La versione in lingua inglese è un direct-to-video: il titolo è stato pubblicato in Australia il 17 agosto 2001, mentre nell'America settentrionale è stato distribuito il 4 dicembre dello stesso anno. L'episodio è stato trasmesso da alcune emittenti europee, sebbene sia inedito in lingua italiana.
Nell'edizione DVD della versione inglese è compreso il cortometraggio The Uncut Story of Mewtwo's Origin. Della durata di dieci minuti, il corto comprende Le origini di Mewtwo (già apparso col primo film) e una porzione inizialmente censurata.

## Trama
Ash, Misty e Brock, viaggiando per Johto, incontrano il Pokémon leggendario Mewtwo, già conosciuto qualche tempo prima. Egli però aveva cancellato loro la memoria e per questo motivo i ragazzi non lo ricordano. Giovanni, il capo del Team Rocket, invece, non ha mai perso di vista l'obiettivo di catturarlo.